# Vladimir Kondra
Vladimir Grigor'evič Kondra (in russo Владимир Григорьевич Кондра?; Vladikavkaz, 16 novembre 1950) è un allenatore di pallavolo ed ex pallavolista sovietico, dal 1991 russo.
Giocava nel ruolo di schiacciatore.

## Carriera

### Giocatore
La carriera di Vladimir Kondra inizia tra le file dello Spartak Groznyj.
Nella stagione 1973 riceve una chiamata dalla squadra dell'esercito, lo CSKA Mosca, dove resterà fino al suo ritiro nel 1982 e con cui vincerà nove campionati sovietici e quattro coppe dei campioni.
Con la nazionale sovietica ha vinto un oro, un argento e un bronzo alle Olimpiadi, un campionato mondiale, due coppe del mondo e cinque campionati europei.

### Allenatore
La carriera di allenatore inizia nell'Iskra Odincovo con cui vince una coppa dell'Unione Sovietica. Nel frattempo allena la nazionale giovanile dell'Unione Sovietica con cui vince un Campionato europeo under 20 ed un Campionato mondiale under 21. Degno di nota il periodo dove allena lo CSKA Mosca e con cui vincerà tre campionati sovietici, due coppe dei campioni e una supercoppa europea.
Nella stagione 1992-93 allena in Grecia, l'Olympiakos, dove vince due campionati greci. Successivamente allena lo Spartak Mosca, la nazionale francese ed il Fakel. Inframezzata da una stagione in Kazakistan allena varie selezioni giovanili russe vincendo un Campionato mondiale under 19 e una medaglia di bronzo al Campionato europeo under 19.

## Palmarès

### Club

#### Giocatore
- Campionato sovietico: 9

1974, 1975, 1976, 1977, 1978, 1978-79, 1979-80, 1980-81, 1982
- Coppa dei Campioni: 4

1973-74, 1974-75, 1976-77, 1981-82

#### Allenatore
- Campionato sovietico: 3

1988-89, 1989-90, 1990-91
- Campionato greco: 2

1992-93, 1993-94
- Coppa dell'Unione Sovietica: 1

1983
- Coppa dei Campioni: 2

1988-89, 1990-91
- Supercoppa europea: 1

1991

### Nazionale (competizioni minori)
- Spartachiadi dei Popoli dell'Unione Sovietica 1971
- Spartachiadi dei Popoli dell'Unione Sovietica 1975
- Spartachiadi dei Popoli dell'Unione Sovietica 1979
- Campionato europeo under 20 1984
- Campionato mondiale under 21 1985
- Campionato mondiale under 19 2005
- Campionato europeo under 19 2011

### Premi individuali
- 1971 - Campionato sovietico: Incluso tra i 24 migliori pallavolisti dell'URSS
- 1972 - Campionato sovietico: Incluso tra i 24 migliori pallavolisti dell'URSS
- 1973 - Campionato sovietico: Incluso tra i 24 migliori pallavolisti dell'URSS
- 1974 - Campionato sovietico: Incluso tra i 24 migliori pallavolisti dell'URSS
- 1975 - Campionato sovietico: Incluso tra i 24 migliori pallavolisti dell'URSS
- 1976 - Campionato sovietico: Incluso tra i 24 migliori pallavolisti dell'URSS
- 1977 - Campionato sovietico: Incluso tra i 24 migliori pallavolisti dell'URSS
- 1978 - Campionato sovietico: Incluso tra i 24 migliori pallavolisti dell'URSS
- 1979 - Campionato sovietico: Incluso tra i 24 migliori pallavolisti dell'URSS
- 1980 - Campionato sovietico: Incluso tra i 24 migliori pallavolisti dell'URSS
- 1981 - Campionato sovietico: Incluso tra i 24 migliori pallavolisti dell'URSS